# Mor. Pol. Kvalif. Tov. Gubca.
Mor. Pol. Kvalif. Tov. Gubca. je drama Miloša Mikelna iz leta 1985.

## Osebe
- Gubec: generalni direktor
- Sekretar Oozk
- Komercialni direktor
- Vera
- Mira
- Olga
- Slavica
- Marija
- Pero
- Miran
- Logar
- Šulman
- Mejak
- Veber
- Kreč
- Sirk

## Zgodba
1. del: Tovarniška partijska celica je zadolžena, da bivšemu generalnemu direktorju izstavi moralno politično kvalifikacijo: Gubec je bil direktor 16 let, tovarno je postavil iz nič, zdaj je pridelal 12 milijard izgube, odšel bo na novo delavno mesto, tega pa ne more brez mor. po. kval. V diskusiji se prvi oglasi Komercialni, ki skuša neprijetno dolžnost prevaliti na druga ramena - tistih, ki so Gubca nastavili in vse urejali, oni ga poznajo. Njegova replika sproži živahno prerekanje: kaj je socializem nasploh, kaj pri nas posebej, govorijo o revščini, o pomanjkanju demokracije, o tem, kako je vse zavoženo. Mrtvi (Tito, Kardelj) ali živi, ki sedijo na vodilnih mestih? Če jih ZK ščiti, je moralno problematična. Partizanka Olga se upre, zanjo je ZK nedotakljiva; ugovarja tudi Logar, ki hodi z najvišjimi na lov in bi rad, da ostane tako kot je - če bodo hoteli kakšno vodilno glavo, bo kriza le še večja. Pogovor se vrti okrog moralnih obsodb oblasti, negativne selekcije, korupcije, slišijo se tudi glasovi, da bi Tito že naredil red, ko bi bil še živ! Olga predlaga diferenciacijo: vsak naj pove, zakaj je komunist in kaj razume pod socializmom. Nekateri jo podprejo, nekateri se upirajo. Sekretar naredi odmor.
2. del: Pogovor se nadaljuje, zmeraj bolj je podoben "uri resnice": dokler so komunisti tvegali, so imeli moralno moč, na oblasti pa so se posušili,, izgubili stik z ljudmi, mednje so vdrli karieristi - stvarna oblast ne prenese soočenja z idealno zamišljeno ... Komercialni meni, da se pogovor obrača v nevarno smer, spet ga skuša skreniti, češ da niso pristojni. Pri tem pride na dan, da uporablja tovarniške delavce in material za zidavo svoje hiše; ogorčeni mu na hitro prisodijo zadnji ukor pred izključitvijo, kar da debati spet nov zagon: smotri so jasni, toda ali se jim s tem, kar počnemo, bližamo ali oddaljujemo? Socializem mora biti skupnost v delu, ne pa izkoriščanje skupnosti, to pa je dolg proces, v katerem se bo moral vsak opredeliti: je za preobrat ali ne? Komercialni cinično pripomni, da ekipa, ki ne zabije gola, nima neomejene pravice do podaljškov, ogorčenim kolegom zabrusi, da se požvižga nanje, šel bo med privatnike, dobro zaslužil in imel mir. Po njegovem odhodu pove svoje še Gubec: verjel je v socializem, vse je izgledalo tako jasno ... Zdaj pa so se stvari tako zamotale, socializma je ponekod na zahodu več kot na vzhodu. Kajti Marxov nauk so pograbili tisti, ki so poznali le revščino in samodrštvo, to so razglasili za nova nebesa ... Kakšna krvava šala zgodovine! Po tej izpovedi Gubec le doseže, da se zedinijo o njegovi mor. pol. kvalif.: negativna. Vsi so že nestrpni, zasedeli so se, mudi se jim domov, debata pa itak odpira nova in nova vprašanja ... Sekretar na hitro zaključi sestanek.